# Lisa Jonasson
Lisa Jonasson, född 1978 i Stockholm, är en svensk konstnär. Hennes arbeten är ofta utförda som assemblage av pappersklipp och trä, i relief. 

## Biografi
Jonasson utbildade sig på Kungliga Konsthögskolan 1999–2004. Jonasson har haft ett flertal separatutställningar, bland annat på Galleri Magnus Karlsson 2012 samt 2015, på Bonniers Konsthall 2012, Gävle Konstcentrum 2009. Hon medverkade 2016 i Frieze Art Fair i New York. 
Bland Lisa Jonassons offentliga verk finns Löv och dansare i Vikingaskolan i Haninge, In i absurdum Kulturhuset Komedianten i Varberg, och gestaltningsuppdrag för Högalidsskolan i Stockholm. 
2015 medverkade Lisa Jonasson tillsammans med Matti Kallioinen i UR Skolas dokumentära serie Artityd.
Jonasson var tillsammans med konstnären Andreas Eriksson författare till romanen Texten som utkom på Albert Bonniers Förlag 2003.
Hon fick Olle Baertlings stipendium 2003 och Maria Bonnier Dahlins stipendium 2004
2016 gav Jonasson ut Rotpost på förlaget Nilleditions, en bok med svartvita collagebilder av lavar och naturfragment.
Jonasson är representerad vid Moderna museet och Kalmar konstmuseum.
Hon är gift med konstnären Matti Kallioinen.